# Malé Uherce
Malé Uherce (Hongaars: Kisugróc) is een Slowaakse gemeente in de regio Trenčín, en maakt deel uit van het district Partizánske.
Malé Uherce telt 721 inwoners.